# Тайны Тихого океана
«Тайны Тихого океана» (англ. South Pacific) — шестисерийный фильм компании BBC о природе южной части Тихого океана. Продолжительность фильма: 6 серий по 47—53 мин., в качестве дополнительного материала был выпущен клип о съёмочном процессе длиной 9 мин. Премьера состоялась 10 мая 2009 года. На DVD и Blu-Ray вышел 15 июня 2009 года.

## 1 серия «Океан островов» (англ.Ocean of Islands)
Вступление: кадры, анонсирующие материал будущих серий. Катание на сёрфе. Общий географический очерк. Остров Маккуори, прибытие морских слонов в августе, и спустя месяц королевских пингвинов на Галапагосские острова. Эль-Ниньо,  Вануату, Метома, являются изолированными островами, тогда как туда попадают животные? Всему виной циклоны и шторма, ведь именно они распространяют живых организмов по океану и ближайшим островам. Пальмовый вор — сухопутный краб, который не может жить в море, но способен переселяться на острова. Гавайские острова, дрозофилы, плотоядные гусеницы. В Тихом океане тысячи островов и на каждом уникальный набор существ, многих из которых нет нигде в мире. Остров Пентекост, Вануату и местные ритуалы праздника урожая — прыжки на лианах с вышки. В то время как человек появился на островах только 2000 лет назад животные появились тут 30 млн лет назад. Острова Банкс. Самоа, черви Палоло. Френч-Фригат-Шолс, июнь, тигровые акулы и альбатросы. Остров Анута, рыбная ловля, сельское хозяйство, жизнь только за счёт ресурсов маленького острова, который населяют 300 человек. Остров Пасхи, сверхэксплуатация которого привела к уничтожению всех ресурсов, истреблению животных, хаосу, войнам и распаду общества. На Ануте тоже ловят птиц (Крачковые), но заботятся о сохранении популяции. Анутийцы заботятся о возобновлении тех ресурсов, от которых зависит их жизнь. Их подход обеспечивает счастливое будущее для следующих поколений.
Дополнительные материалы: Волны монстры. Десятиминутный фильм о съёмках волн из-под воды (заглавные кадры фильма). Задачей являлось снять катание на больших волнах на сёрфе в замедленной съёмке с поверхности и из-под воды. Съёмки проходили на острове Понпеи на Каролинских островах, так как там есть места, где обрушение волн как раз идеально для сёрфинга. Съёмки осуществлял известный сёрфинг-видеооператор Bali Strickland, которому вручили камеру в четыре раза большую, чем его обычная камера, разработанную Rudi Diesel. В герметичном корпусе находилась камера высокой чёткости и в ускоренном темпе, чтобы воспроизведение было замедленным. В съёмках принимал участие продюсер Huw Cordey, на доске катался известный сёрфер Dylan Longbottom.

## 2 серия «Переселенцы» (англ.Castaways)

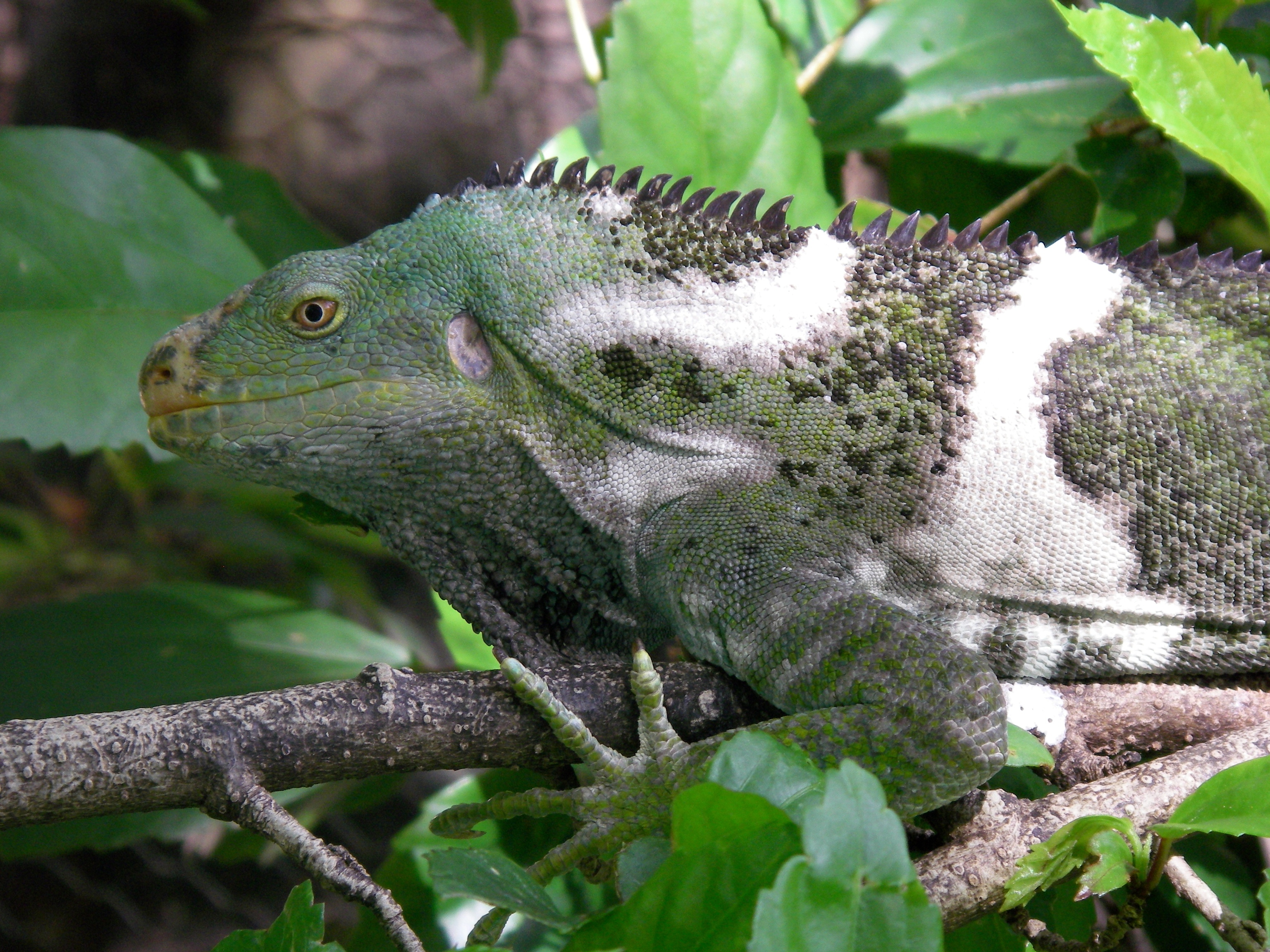
Недавно обнаруженная на Фиджи хохлатая игуана заставила учёных пересмотреть теорию заселения островов

Острова Тихого океана — самые удалённые в мире, но как бы ни были далеко острова, все они заселены. Для большинства переселенцев стартовой площадкой была Новая Гвинея — самый большой тропический остров в мире. Райские птицы, которые пожертвовали лётными характеристиками в угоду красоте, не смогли переселиться. На Новой Гвинее живёт двадцатая часть всех видов насекомых мира и 300 видов млекопитающих, таких как ехидна. На острове живёт кенгуру, карабкающийся по деревьям. На острове проживает 300 видов рептилий, включая древесного геккона. Люди появились на Новой Гвинее 40 000 лет назад, сегодня этих людей называют Папуасами. Но несмотря на то, что люди господствуют на острове, одно существо всё-таки внушает им ужас — гигантский крокодил-людоед. Церемония инициации и шрамирование. Соломоновы острова. Предки островитян пересекли 100 километровую водную преграду примерно 30 000 лет назад. Когда на Соломоны приехали люди, на них уже находилась примерно четверть видов растений и животных, находящихся на Новой Гвинее, включая их давнего врага гребнистого крокодила. Расселившись по Соломонам, крокодилы стали самой восточной популяцией крокодилов в Тихом океане. На Соломонах очень разнообразная подводная фауна, но как вся эта живность добралась с Новой Гвинеи? Размножение груперов и охота акул на них. Ихтиопланктон. Некоторые пресноводные рыбы также размножаются в море и таким образом расселяются по рекам. Пресноводные угри, их размножение и жизнь рядом с людьми. Помимо того, что на Соломонах мало сухопутных животных здесь, также, всего четверть видов рептилий и птиц, обитающих на Новой Гвинее. Для животных типа ехидн и кенгуру вода оказалась непреодолимым препятствием, но некоторые млекопитающие добрались сюда. Перелёт — наиболее простой путь, но 60 миль тоже непростая дистанция. Гигантские летучие собаки: перевозя непереваренные семена в желудках, они нечаянно помогли насадить леса на Соломонах. Из нескольких летучих мышей, добравшихся сюда, развились 18 видов — они стали самыми распространёнными млекопитающими на Тихом океане. Восточнее Соломонов расстояние между островами разительно увеличивается. Следующие группы островов Фиджи, Самоа и Тонга отделяет уже 1500 км открытого океана. Фиджи — это крупнейшая из этих групп островов, которая является домом для половины видов растений, которые можно найти на Соломонах, но животные колонизаторы не так удачны. Из млекопитающих тут только летучие мыши, кроме того на острове есть немного видов птиц. В отсутствие наземных хищников беспозвоночные эволюционировали в монстров. Тут живут одни из самых крупных многоножек в мире размером в треть метра. До Фиджи добралось также два вида лягушек, причём взрослые лягушки этих видов быстро гибнут в солёной воде. Также на острове обнаружена крупная рептилия — пятнистобрюхая игуана, которая прекрасно выживает в солёной воде. Все они были перенесены на остров могучими океанскими силами. Волны цунами, которые разрушают побережья, могут приносить на некоторые острова жизнь, отрывая большие группы растений с побережья и образуя своеобразные плоты, на которых могут передвигаться и некоторые животные. Животных вынесло на Фиджи 10 млн лет назад, но люди высадились тут всего 3500 лет назад. Нан-Мадол. Происхождение людей имеет несколько теорий, но корни их языка находятся на Тайване, а гончарные изделия связаны с Филиппинами, в сочетаниями с данными ДНК данные указывают на народ Лапита — мореходов из юго-восточной Азии. На Соломоновых островах, на острове Таумако потомки Лапита строят каноэ и бороздят на них море. Хотя их каноэ примитивны, но их относительная техническая новизна позволила Лапита заплыть в океан намного дальше, чем другим, и к примеру заселить острова Тонга. Добраться до островов Французской Полинезии невероятно сложно особенно для животных. Поэтому во Французской Полинезии нет летучих мышей, лягушек, а есть только немного видов ящериц. Единственные удачные путешественники это тёмные крачки, именно на их оперении семена растений путешествуют через океан. Некоторые семена путешествуют в желудках и хорошо прорастают на богатых гуано островах. Одно растение не нуждается в помощи по поиску новых земель, но при этом изменившее жизнь островов самым существенным образом — обыкновенный кокос. Его орех — компактная спасательная капсула, способная находиться в воде до двух месяцев. Приплыв на другой остров, он пробивается корнями в песок и достигает пресного слоя воды. Без кокосов большинство островов осталось бы незаселёнными как животными так и людьми. Однако есть настолько удалённые острова, что даже кокосы не могут до них доплыть. Цепь самых изолированных островов это Гавайи. Самый длинный архипелаг в Тихом океане — Гавайи состоят из более чем 100 вулканических островов, растянувшихся на 3000 тыс. километров. Они так далеки, что за 30 млн лет тут поселилось менее 500 видов животных. Место пальм тут заняли гигантские древовидные папоротники. 13 видов пауков, добравшихся сюда, эволюционировали в сотню новых видов, как, например, паук счастливое лицо. Из одного вида дрозофилы появилось более 1000 новых, и гусеницы здесь стали плотоядными. Двадцать гавайских видов медососа также эволюционировали из нескольких особей. По сравнению с морскими птицами все эти переселенцы плохие летуны. Как же они добрались до Гавайев?

## 3 серия «Бескрайняя синева» (англ.Endless Blue)

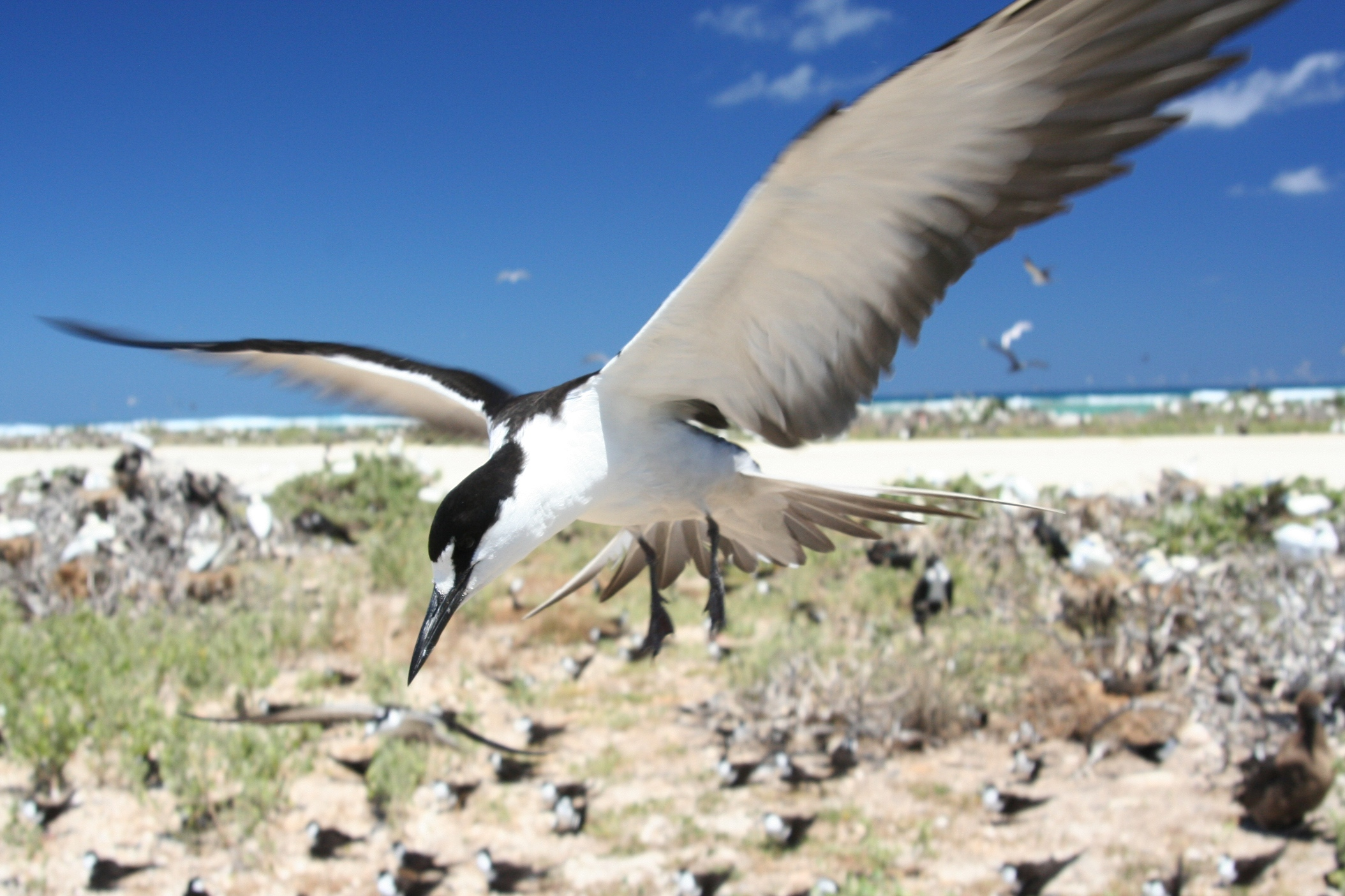
Тёмная крачка гнездится в колонии на атолле Френч-Фригат-Шолс

Южная часть Тихого океана — обширное водное пространство, населённое разнообразным животным миром — от огромных белых акул до крошечных моллюсков. Тропические коралловые рифы поражают своим разнообразием и красотой. Но в этой бескрайней синеве многим хищникам нужно бороться за выживание: порой тигровым акулам и китам приходится проплывать сотни миль в поисках пищи…
Дополнительно о фильме Бескрайняя синева:
Тропические коралловые рифы, расположены близ уровня моря или на небольших глубинах в прибрежной зоне тропических морей либо в мелководных теплых морях. Они представляют собой массивные отложения кальцита (известняка), образовавшегося из скелетных остатков некоторых колониальных морских организмов — растений и животных, — среди которых выделяются мадрепоровые кораллы и Коралли новые водоросли. Кроме этих двух доминирующих групп рифообразующих организмов, в сложении рифов существенна доля и других видов животных и растений — моллюсков, губок, фораминифер и некоторых зелёных водорослей. Основные риф строители наилучшим образом развиваются на глубинах не более 50 м, в прозрачной воде нормальной солёности с температурой не ниже 20 °C, обильно насыщенной растворёнными газами и мельчайшими организмами (планктоном), служащими им пищей. Незначительный рост рифовых кораллов может происходить до глубины проникновения солнечных лучей — максимум до 185 м, но практически глубже 120 м известняки уже почти не образуются. Довольно широкое распространение рифов в пределах тропических и субтропических мелководий прерывается там, где проходят холодные течения (например, вдоль западного побережья Южной Америки) или мутность воды препятствует их росту.

## 4 серия «Океан вулканов» (англ.Ocean of Volcanoes)

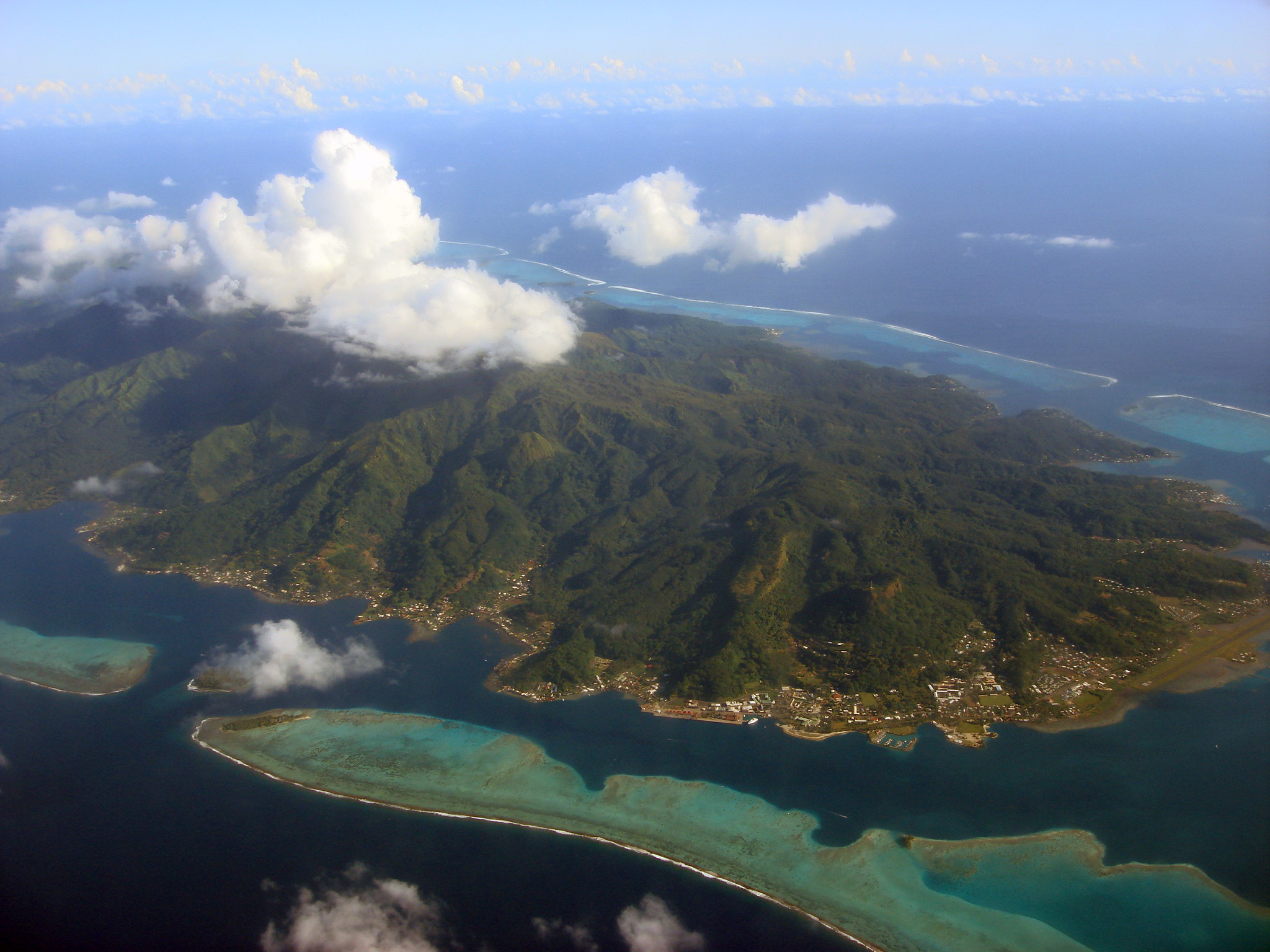
Практически все острова южной части Тихого океана вулканического происхождения

По всей акватории Тихого океана разбросаны сотни маленьких неприглядных островов. Несколько тысячелетий назад эти острова были горами, наполненными процветающим разнообразием флоры и фауны, которые гордо высились среди волн. Однако сейчас они едва возвышаются над омывающими их водами… Что же случилось с этими гигантами Тихого океана?
Дополнительно о фильме Океан вулканов:

## 5 серия «Странные острова» (англ.Strange Islands)

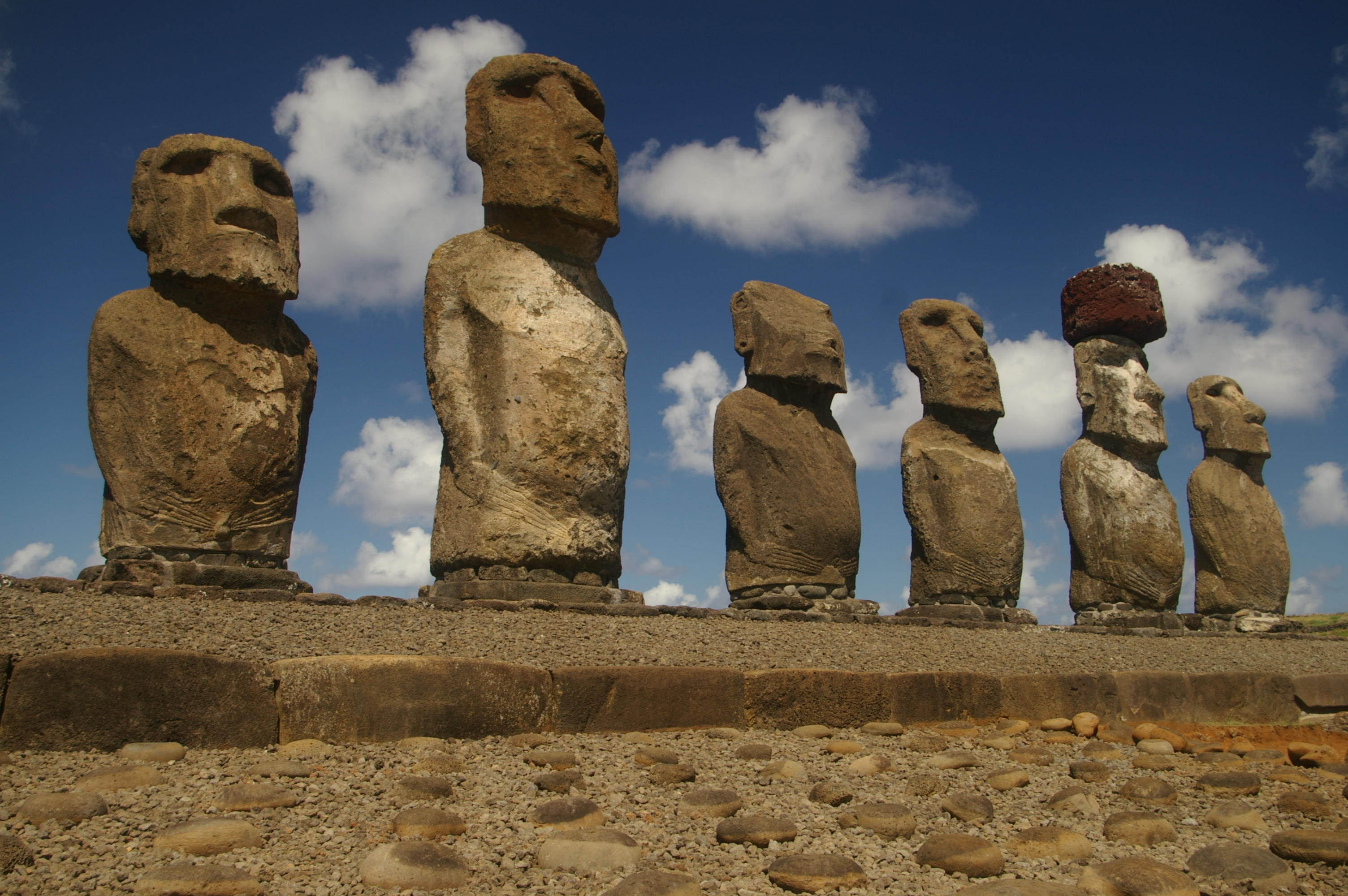
Напоминание о вымершей цивилизации — гигантские каменные истуканы острова Пасхи

На оторванных от мира удалённых тихоокеанских островах — своя жизнь. Животные там эволюционируют самым необычным и удивительным образом: Древесные кенгуру лазают по деревьям, а летучие мыши роют себе норы. Однако обитание на этих странных островах иногда дорого обходится — с появлением новых видов обостряется борьба за выживание.

## 6 серия «Хрупкий рай» (англ.Fragile Paradise)
В глубинах Тихого океана таится необычайный прекрасный и загадочный мир, практически неведомый людям — среди уникальных растений, обитают удивительные морские животные. С каждым днём растёт список исчезающих видов рыб — их становится всё больше. В заключительной серии поднимается проблема спасения вымирающих видов, с целью сохранения хрупкого рая на Земле…